# Tournefortia gnaphalodes
Tournefortia gnaphalodes är en strävbladig växtart som först beskrevs av Carl von Linné, och fick sitt nu gällande namn av Robert Brown. Tournefortia gnaphalodes ingår i släktet Tournefortia och familjen strävbladiga växter. Inga underarter finns listade i Catalogue of Life.